# La Vengeance de Jana
La Vengeance de Jana (La promesa) est une telenovela espagnole produite par RTVE et diffusée entre le 12 janvier 2023 et le 20 juin 2023 sur La 1.
En France, elle est diffusée entre le 15 juillet 2024 et le 30 août 2024 sur C8.

## Synopsis
En 1913, en Espagne, Jana est embauchée au sein du palace « La Promesa », situé dans la vallée de Los Pedroches, après avoir sauvé la vie du fils de la propriétaire, la marquise de Luján. Ses nouveaux employeurs ignorent qu'elle n'est pas arrivée chez eux par hasard. La jeune femme est bien déterminée en effet à venger la mort de sa mère et cherche par ailleurs à retrouver son frère cadet, qui a disparu. Un petit air de « Downton Abbey » flotte sur cette telenovela espagnole qui se déroule au début du XXe siècle et où les rebondissements sont légion.

## Fiche technique
- Titre original : La promesa
- Titre français : La Vengeance de Jana
- Création : Josep Cister Rubio
- Réalisation : Miguel Conde, Javier Pulido, Eva Bermúdez et Alberto Pernet
- Musique : Álex Conrado
- Production : Ramón Campos et Teresa Fernández-Valdés
  - Production exécutive : Josep Cister Rubio et Borja Gálvez
- Société de production : Radiotelevisión Española, StudioCanal et Bambú Producciones
- Société de distribution : Televisión Española
- Pays :  Espagne
- Langue : espagnol
- Format : Couleur - HDTV 1080i - 16/9 - Son stéréophonique
- Genre : telenovela
- Durée : 60 minutes
- Dates de première diffusion :
  - Mexique : 12 janvier 2023 sur La 1
  - France : 15 juillet 2024 sur C8

### Adaptation

#### Version française
- Société de doublage : TransPerfect Media
- Chargée de production : Anaïs Mendaille
- Equipe de production : Maëva Poirier, Maxime Montoya, Florian Le Prevost et Stéphanie Souvannarath
- Direction artistique : Fabienne Pothion
- Adaptation des dialogues : Vanessa Urban, Laurence Blivet, Michaël Rudy Cermeno, Alex Pech Marques
- Enregistrement : Dounia Laouina, Hasitiana Gizavo, Mehdi Naouassih, Imad Harakat, Tarik Anass Harcha, Karam Elgueddari, Stéphane Brou et Julien Quemere
- Mixage : Julien Quemere et Dounia Laouina

## Distribution
- Ana Garcés (VF : Anna Fhima) : Jana Expósito
- Eva Martín (VF : Vanessa Lefebvre) : Cruz Ezquerdo
- Manuel Regueiro (VF : Eric Cuvelier) : Alonso Luján
- Arturo Sancho (VF : Alex Pinault) : Manuel Luján
- María Castro (VF : Letizia Costantini) : Pía Adarre
- Joaquín Climent (VF : Jean-Albert Margaine) : Rómulo Baeza
- Antonio Velázquez (VF : Adrien Caminada) : Mauro Moreno
- Andrea del Río (VF : Mélanie Besnard-Ouazine) : Teresa Villamil
- Carmen Flores (VF : Sophie Pastrana) : Simona Martínez
- Teresa Quintero (VF : Fanny Dalmau) : Candela Barcía
- Carmen Asecas (VF : Kahina Benkli) : Catalina Luján
- Paula Losada (VF : Layla Hajji) : Jimena de los Infantes
- Alicia Bercán (VF : Nathalie Leplay) : Leonor Luján
- Alberto González (VF : Olivier Mutelet) : Juan Ezquerdo
- Marga Martínez (VF : Dominique Saouri) : Petra Arcos
- Enrique Fortún (VF : Antoine Pinault) : Lope Ruíz
- Laura Simón (VF : Audrey Deps) : Lola Montoro
- Sara Sánchez Molina (VF : Nezha Alaoui) : María Fernández
- Xavi Lock (VF : Guillaume Escaffre) : Curro de la Mata
- Jordi Coll (VF : Adrien Caminada) : Tomás

## Production
La série est une coproduction de RTVE et StudioCanal en collaboration avec Bambú. Les lieux de tournage comprenaient le palais El Rincón à Aldea del Fresno et le terrain El Jaral de la Mira,ainsi que deux plateaux de tournage d'une superficie d'environ 3 000 mètres carrés (32 000 pieds carrés).
Les deux premiers épisodes ont été diffusés en prime time sur La 1 en Espagne le 12 janvier 2023. RTVE distribuera également la série aux États-Unis et en Amérique latine, tandis que StudioCanal se chargera de la distribution ailleurs.
À la suite des bons chiffres d'audience de la première saison de 122 épisodes qui s'est achevée le 20 juin 2023, RTVE a renouvelé la série pour 119 nouveaux épisodes et, en juin de la même année, elle a été renouvelée pour une troisième saison de 250 épisodes.
Mediaset a acheté les droits de La vengeance de Jana en Italie, la série ayant débuté sur Canale 5 le 29 mai 2023 avec des chiffres d'audience positifs. Tout au long de ses premiers mois de diffusion, elle a bénéficié d'une bonne part d'audience (plus importante qu'en Espagne) pouvant atteindre 25 % (20 juin 2023).
RTVE a vendu les droits de la série à Warner Bros. Discovery pour un lancement sur HBO Max dans la région latino-américaine.
La série a eu une dépense initiale de 70 000 euros par épisode.
Dans les derniers jours de juillet 2024, RTVE a renouvelé à nouveau la série pour une saison 4 de 250 épisodes, qui sera diffusée tout au long de 2024 et 2025.

## Diffusion
- La 1 (2023)
- Canale 5 (2023)
- C8 (2024)